# Roncocreagris iglesiasae
Roncocreagris iglesiasae är en spindeldjursart som beskrevs av Juan A. Zaragoza 2003. Roncocreagris iglesiasae ingår i släktet Roncocreagris och familjen helplåtklokrypare. Inga underarter finns listade i Catalogue of Life.